# Wilgenplatvoetje
Het wilgenplatvoetje (Platycheirus discimanus) is een vliegensoort uit de familie van de zweefvliegen (Syrphidae). De wetenschappelijke naam van de soort is voor het eerst geldig gepubliceerd in 1871 door Loew.